# Segelbåt

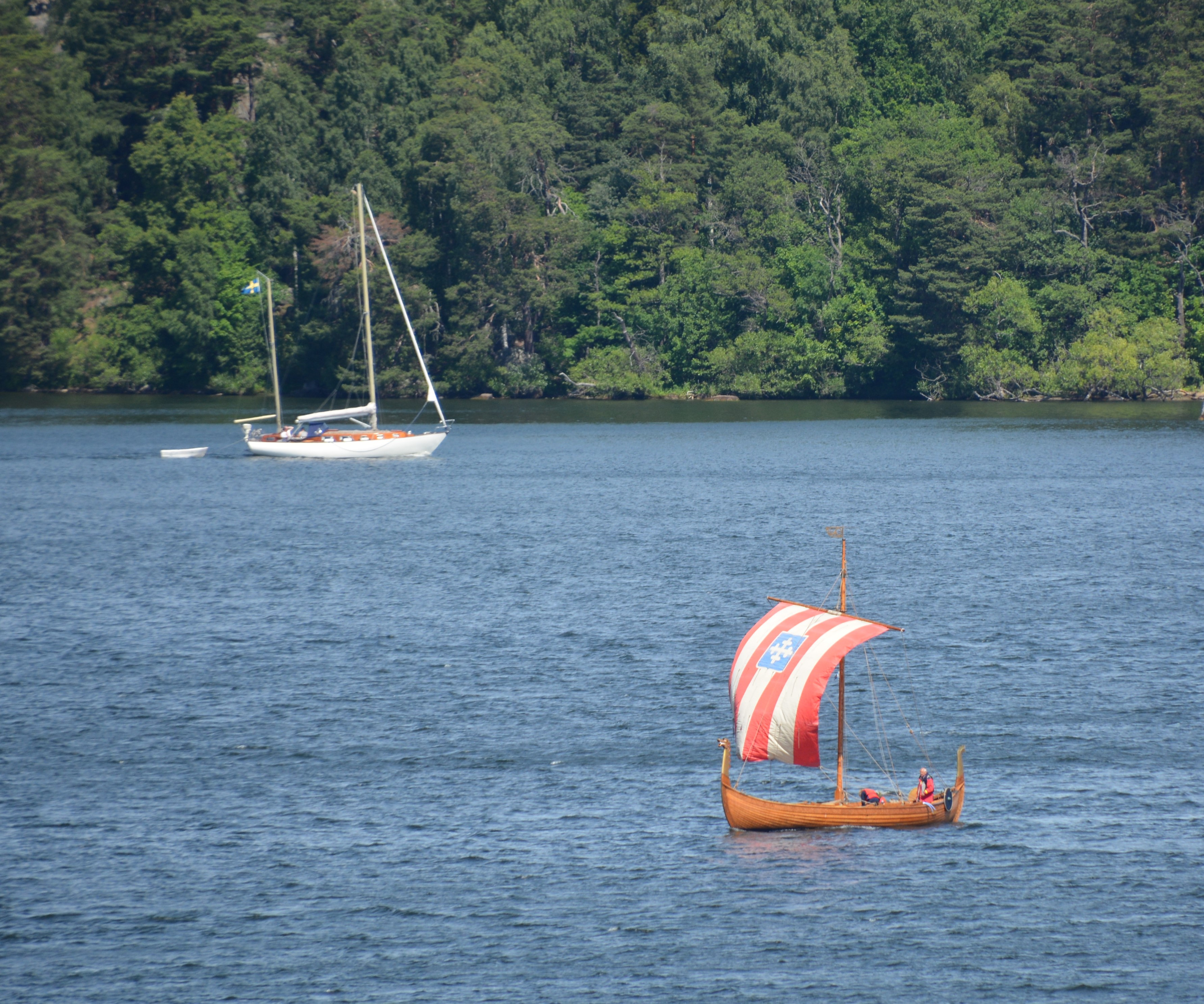
Segelbåtar på Mälaren

1 Storsegel
2 Fock
3 Spinnaker
4 Skrov
5 Centerbord
6 Roder
7 Roderskädda
8 Mast
9 Vantspridare
10 Vant
11 Skot
12 Bom
13 Mast
14 Spinnakerbom
15 Akterstag
16 Förstag
17 Kick

En segelbåt är en båt som främst drivs med segel, även om hjälpmotor numera också kan förekomma. Segelbåten drivs fram genom att seglen fångar vinden. Det finns flera typer av segelbåtar. De vanligaste är kölbåt, jolle, katamaran och trimaran.

## Traditionella segelbåttyper
- Allmogebåtar
- Julle
- Snipa
- Eka
- Blekingeeka